# Tove Alsterdal

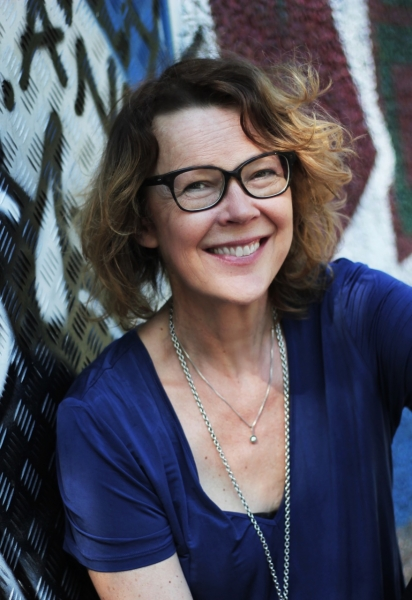
Tove Alsterdal (2017)

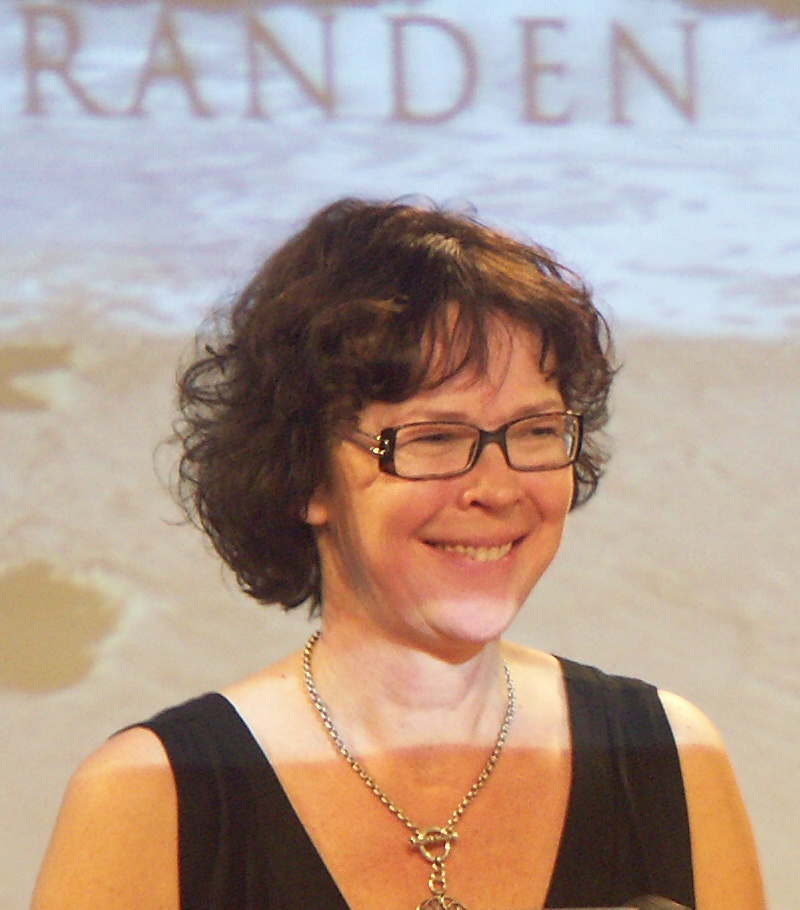
Tove Alsterdal (2009)

Tove Kerstin Alsterdal (* 28. Dezember 1960 in Malmö) ist eine schwedische Schriftstellerin, Journalistin und Dramatikerin.

## Biografie
Alsterdal wurde in Malmö in einer publizistisch und sozialkritisch engagierten Familie geboren. Ihr Vater Alvar Alsterdal (aus Alster in Värmland, daher der Name) war Journalist. Ihre Mutter, Elsa Bolin, stammte aus Karungi in Tornedalen, war im sozialen Bereich tätig und gründete eines der ersten Frauenhäuser Schwedens.
Alsterdal wuchs in Umeå und in Jakobsberg bei Stockholm auf. Während ihrer ersten Berufsjahre nach der Schule arbeitete sie als Krankenschwester im Krankenhaus Beckomberga. 1985 machte sie eine Ausbildung zur Journalistin an der Kalix folkhögskola. Dort lernte sie auch Liza Marklund kennen, was den Grundstein für eine spätere enge Zusammenarbeit legte. 
Als Erwachsene lebte Alsterdal lange Zeit in Luleå, wo sie als Journalistin für Radio und Fernsehen arbeitete. In Luleå begann sie in den frühen 1990er Jahren auch, Theaterstücke für eine unabhängige Theatergruppe zu schreiben. 
Heute wohnt Alsterdal in Stockholm, im Sommer in Ådalen, und hat drei Töchter.

## Werk
Im September 2009 gab Alsterdal ihr Debüt als Romanautorin mit dem Thriller Kvinnorna på stranden (dt. Schwarzer Strand, 2012). Die Geschichte dreht sich um Menschen, die auf der Flucht über das Mittelmeer ertrinken und in Europa zu Sklavenarbeit ausgebeutet werden.
2012 veröffentlichte sie den Krimi I tystnaden begravd (dt. Titel: Tödliches Schweigen), der in Tornedalen spielt und von Menschen handelt, die in den 1930er Jahren aus Nordschweden in die Sowjetunion emigrierten. 
2014 erhielt sie den Preis für den besten Kriminalroman des Jahres der Svenska Deckarakademin für ihr drittes Buch Låt mig ta din hand (dt. Titel: Die Verschwundenen von Jakobsberg), das im Umfeld ihrer Kindheit in Jakobsberg bei Stockholm und in Argentinien spielt, wo während der Militärdiktatur in den 1970er Jahren eine Schwedin verschwindet.
In Vänd dig inte om (dt. Titel: Die einzige Zeugin) von 2016 kehrt Alsterdal in die psychiatrische Klinik Beckomberga zurück, in der sie als junge Frau gearbeitet hatte. Das Buch schildert den Konflikt zwischen der dunklen Vergangenheit des Ortes und der neuen Wohnidylle, die in der Gegend entsteht. 
In Blindtunnel (dt. Titel: Blinde Tunnel) von 2019 geht es um die ethnische Säuberung von Millionen von Sudetendeutschen nach dem Zweiten Weltkrieg und deren Folgen in der Gegenwart.
2020 startete sie mit Rotvälta (dt. Titel: Sturmrot) eine Serie, die in Ådalen angesiedelt ist und in der die heimgekehrte Polizistin Eira Sjödin eine zentrale Rolle spielt. Alsterdal erhielt erneut den Preis der Svenska Deckarakademin für den besten Kriminalroman des Jahres und wurde außerdem mit dem Glasnyckeln für den besten Kriminalroman Skandinaviens ausgezeichnet. Im Herbst 2021 erschien mit Slukhål (dt. Titel: Erdschwarz) der zweite Teil der Ådal-Serie. 2023 wurde die Serie mit Djuphamn (dt. Titel: Nebelblau) abgeschlossen.

## Auszeichnungen
- 2014: Svenska deckarakademien – Bester schwedischer Kriminalroman (Låt mig ta din hand)
- 2017: Prix Balais D'or – Bester Kriminalroman in französischer Sprache
- 2018: L'Ancres Noir – Bester Kriminalroman aller Kategorien
- 2020: Svenska Deckarakademien – Bester schwedischer Kriminalroman (Rotvälta)
- 2021: Glasnyckeln – Bester Kriminalroman (Rotvälta)

## Veröffentlichungen (Auswahl)
- Schwarzer Strand, Eichborn, 2012, ISBN 978-3-8218-6144-9.
- Tödliche Hoffnung, Bastei Lübbe, 2013, ISBN 978-3-8387-2427-0.
- Tödliches Schweigen, 1. Auflage, Bastei Lübbe, 2014, ISBN 978-3-8387-5304-1.
- Die Verschwundenen von Jakobsberg, 1. Auflage, Bastei Lübbe Verlag, 2016, ISBN 978-3-7325-2286-6.
- Die einzige Zeugin, 1. Auflage, Lübbe Verlag, 2019, ISBN 978-3-404-17885-8.
- Erdschwarz, 1. Auflage, Rowohlt Taschenbuch Verlag, 2022, ISBN 978-3-499-00768-2.
- Sturmrot, 2. Auflage, Rowohlt Taschenbuch Verlag, 2022, ISBN 978-3-499-00768-2.
- Nebelblau, 1. Auflage, Rowohlt Taschenbuch Verlag, 2023, ISBN 978-3-499-00782-8.
- Blinde Tunnel, Kindler, Hamburg 2023, ISBN 978-3-463-00050-3.